# 스완송 (KinKi Kids의 노래)
〈스완송〉(スワンソング 스완송구[*])은 KinKi Kids의 29번째 싱글이다.

## 개요
전작 〈약속〉 이래, 약 9개월 만의 싱글이다.
오리콘 주간 싱글 차트(2009년 11월 9일 자)에서 제1위를 획득해, 데뷔 이래 29작 연속 선두 획득이 되어, 자신이 가지는 기네스 기록을 갱신했다.
누적 18.7만.

## 수록곡

### 초회 한정반
1. スワンソング / 스완송
작사: 마츠모토 타카시 / 작곡: 세가와 코헤이 / 편곡: ha-j / 스트링 어레인지: 사토 야스마사
스완송이란 시인·작곡가·연주가 등의 생전 마지막 작품·곡·연주를 말한다. 죽는 직전의 백조는, 가장 아름다운 소리로 노래한다고 하는 전설로부터 태어난 말이다. 마츠모토는 안나 파블로바의 무대 〈백조의 호수〉에서의 거의 죽을 지경의 백조 연기를 보고, 전신으로 표현된 죽어 가는 백조의 아름다움을 가사에 담았다. 〈새는 죽는 직전이 제일 아름답고, 제일 예쁜 소리로 운다고 생각한다. 《끝이 좋으면 전부 좋다》라는 말대로, 인간에게 제일 소중한 때도 그러한 때이며, 후회하고 싶지 않다고 생각한다. 그 《자신이 하고 싶은 것이 있는 의미에의 극지》인 《가장 아름다운 것》을 해 보고 싶었다.〉라고 말했다.[1]
2. サマルェカダス 〜another oasis〜 / 사마레카다스 ~another oasis~
작사·작곡: 마시코 타츠로 / 편곡: 사토 야스마사
서정가풍의 가요곡색이 강한 악곡이다.
3. 深紅の花 / 진홍빛의 꽃
작사: Satomi / 작곡: 스즈키 모리히로 / 편곡: 요시다 켄 / 스트링 어레인지: 아사히 준
4. スワンソング -Backing Track-

### 통상반
1. スワンソング / 스완송
2. サマルェカダス 〜another oasis〜 / 사마레카다스 ~another oasis~
3. 面影 / (기억 속에 떠오르는 옛날의) 모습
작사: 마에다 타카히로 / 작곡: 하라 카즈히로 / 편곡: CHOKKAKU